# Église Santa Maria al Pignone (Florence)
L'église de Santa Maria al Pignone est un édifice culte catholique situé à Florence sur la place du même nom, entre la via Felice Cavallotti et celle de la Fonderia. 
Elle constitue l'un des espaces agrégatifs du quartier florentin du Pignone, situé à l'ouest de San Frediano dans la zone de l'Oltrarno. 
Le nom de l'endroit dérive d'une ancienne maçonnerie servant à l'amarrage des bateaux qui traversaient l'Arno, appelée pignone (pomme de pin).

## Histoire
La localité est connue depuis le XIe siècle, mais l'ancienne église paroissiale se nommait Santa Maria in Verzaia, située juste à l'extérieur de la porte San Frediano. 
Comme presque toutes les structures hors les murs, elle fut détruite en 1529 par les troupes impériales qui assiègent Florence. 
Le titre paroissial passa ainsi à une autre petite église, San Lorenzino de Borgo San Frediano, puis à l' église de San Giovanni Battista Decollato, près de la porte San Frediano.
L'église actuelle date des années 1786-1787 et a été construite, selon un projet de l'architecte Bernardo Fallani, sur un terrain appartenant aux moines de  Monte Oliveto choisi par le grand-duc Pietro Leopoldo .
Le 30 novembre 1787, Antonio Martini, archevêque de Florence, consacre la nouvelle église. Devenue prévôté en 1824, elle fut restaurée en 1931 puis connut une rénovation totale et une nouvelle décoration en 1972, avec l'aménagement du presbytère.

## Description

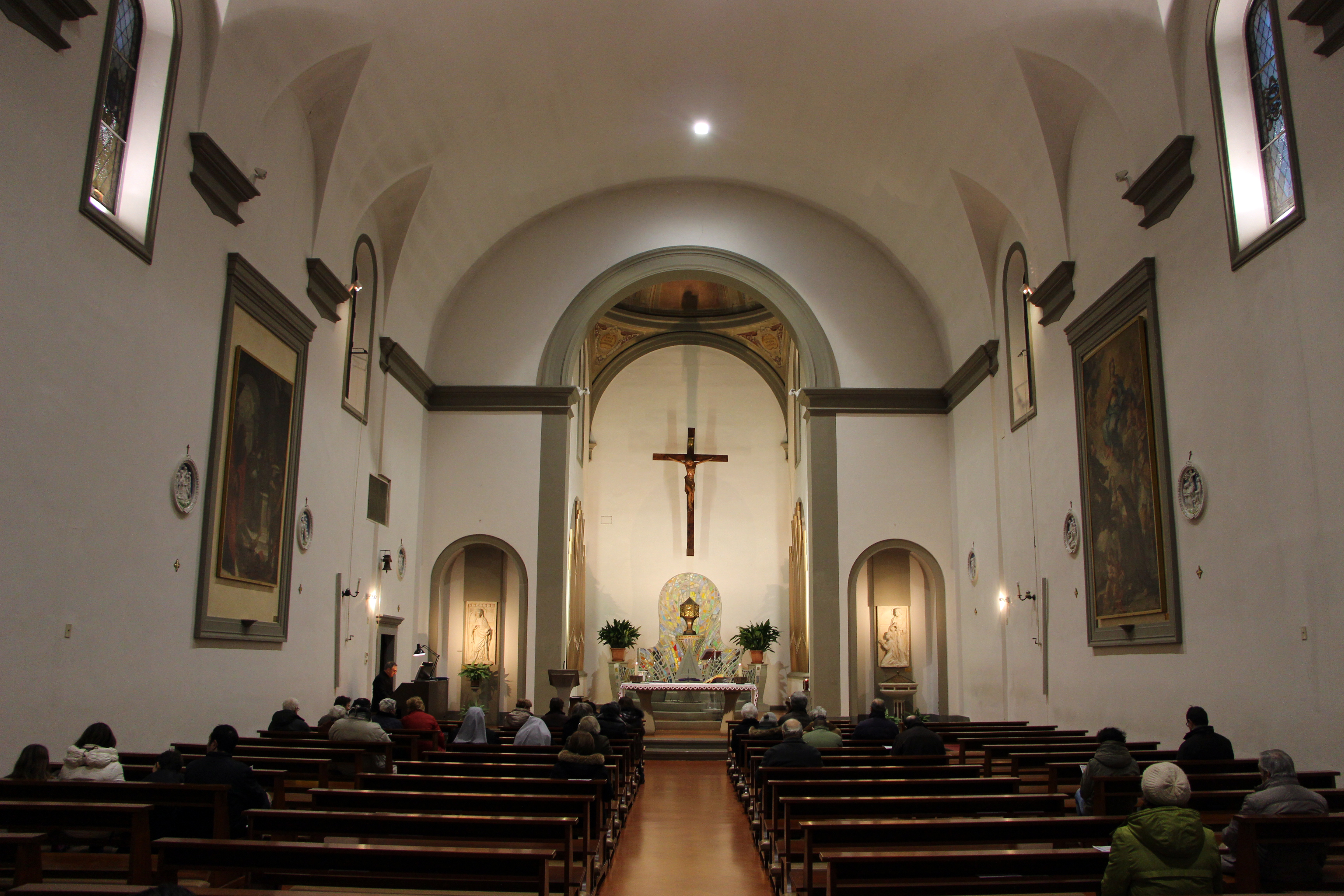
Interne

La façade simple de l'église est à pignon et recouverte d'enduit léger. Au centre, il y a le portail et, dans le prolongement de celui-ci, il y a la rosace évasée. La façade se termine par un fronton triangulaire .
L'intérieur n'a conservé du XVIIIe siècle que la fresque du plafond, à savoir l'Assomption.
L'autel est décoré d'une structure en blocs de verre polychrome ( 1972 ) conçue par le professeur Crivelli et fabriqué par la société Polloni ; sur ses côtés, dans les murs de l'abside, il y a deux grandes niches, où se trouvent les tuyaux d'orgue.
Récemment, la Surintendance a accordé trois grandes toiles du XVIIe siècle qui sont allées flanquer dans les corniches des murs un tableau de Ludovico Mazzanti déjà en les lieux en 1873. En partant du mur de droite et en tournant dans le sens inverse des aiguilles d'une montre, vous trouvez :
- Le Christ change le cœur de Sainte Catherine de Sienne par Jacopo Vignali, 1631
- Immaculée Conception et Quatre Saints de Ludovico Mazzanti, 1746
- San Bartolomeo guérit le fils démoniaque du roi des Indes par Fabrizio Boschi, 1635
- Vocation de saint Matthieu par Jacopo da Empoli, 1620.

Sur les côtés de l' entrée se trouvent deux panneaux en bois avec six petites toiles représentant la Passion du Christ, œuvre de Piero Comparini de 1984.

### Oratoire de la Madonna del Rosario

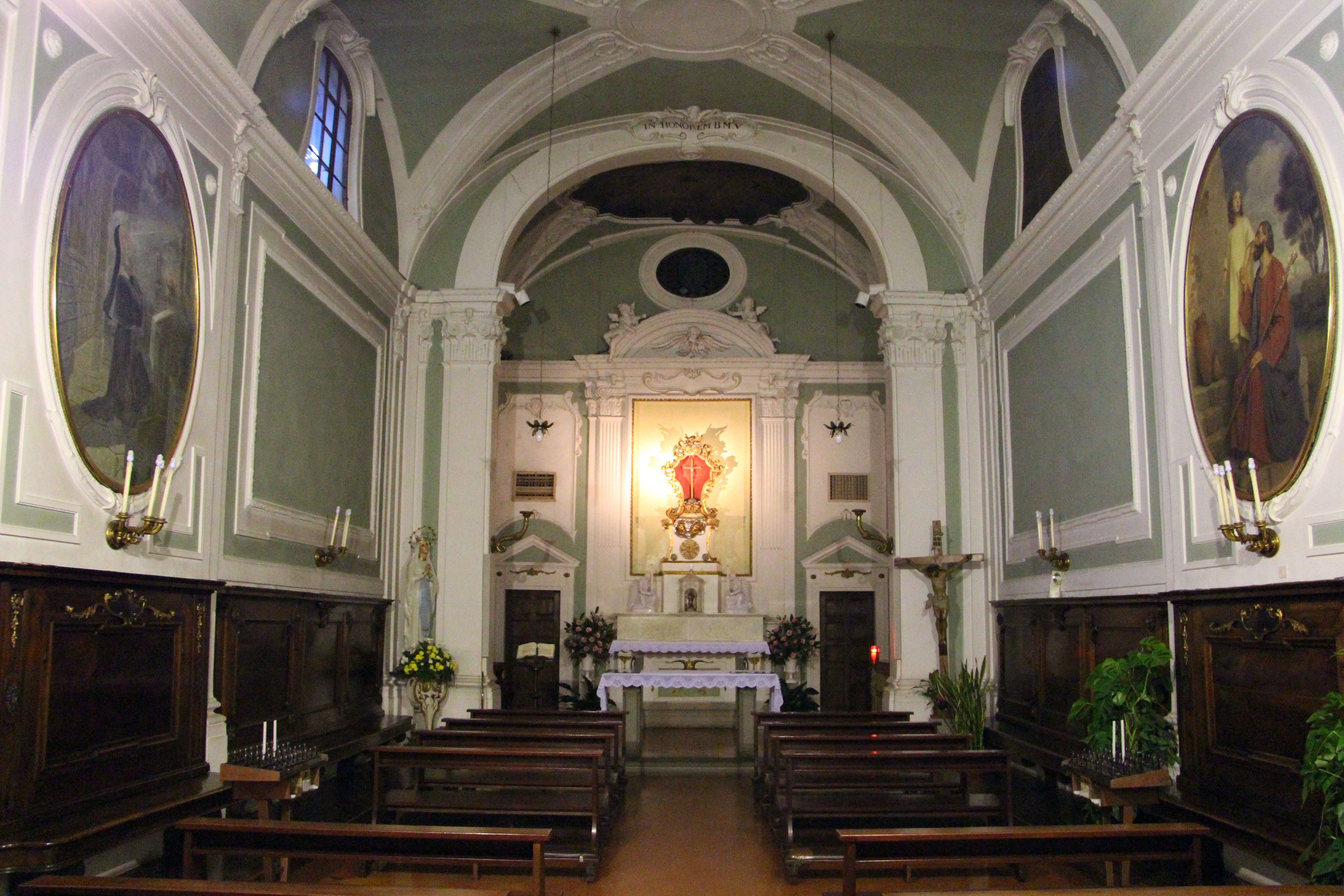
Oratoire de la Madone du Rosaire

Adjacent à l'église se trouve l'oratoire de la Madone du Rosaire (Madonna del Rosario), datant de 1793, comme le rapporte une inscription sur la façade qui porte également le nom du client, Vincenzo Boccini, dont on peut également voir le blason familial. L'oratoire, contrairement à l'église, n'a subi aucune transformation et conserve l'aspect du XVIIIe siècle, avec des décorations en stuc, des peintures et des bustes. À côté de l'autel se trouvent les deux monuments funéraires de Vincenzo Boccini et de sa femme Margherita (morte en 1802), avec des inscriptions en latin .
Cependant, les peintures ne sont pas celles d'origine : les deux tondos sur les murs sont à gauche du peintre Emilio Crotti (Santa Rita da Cascia, 1958) et à droite du peintre Alberto Zardo (San Giuseppe, 1934).